# Dépendances de la Guadeloupe

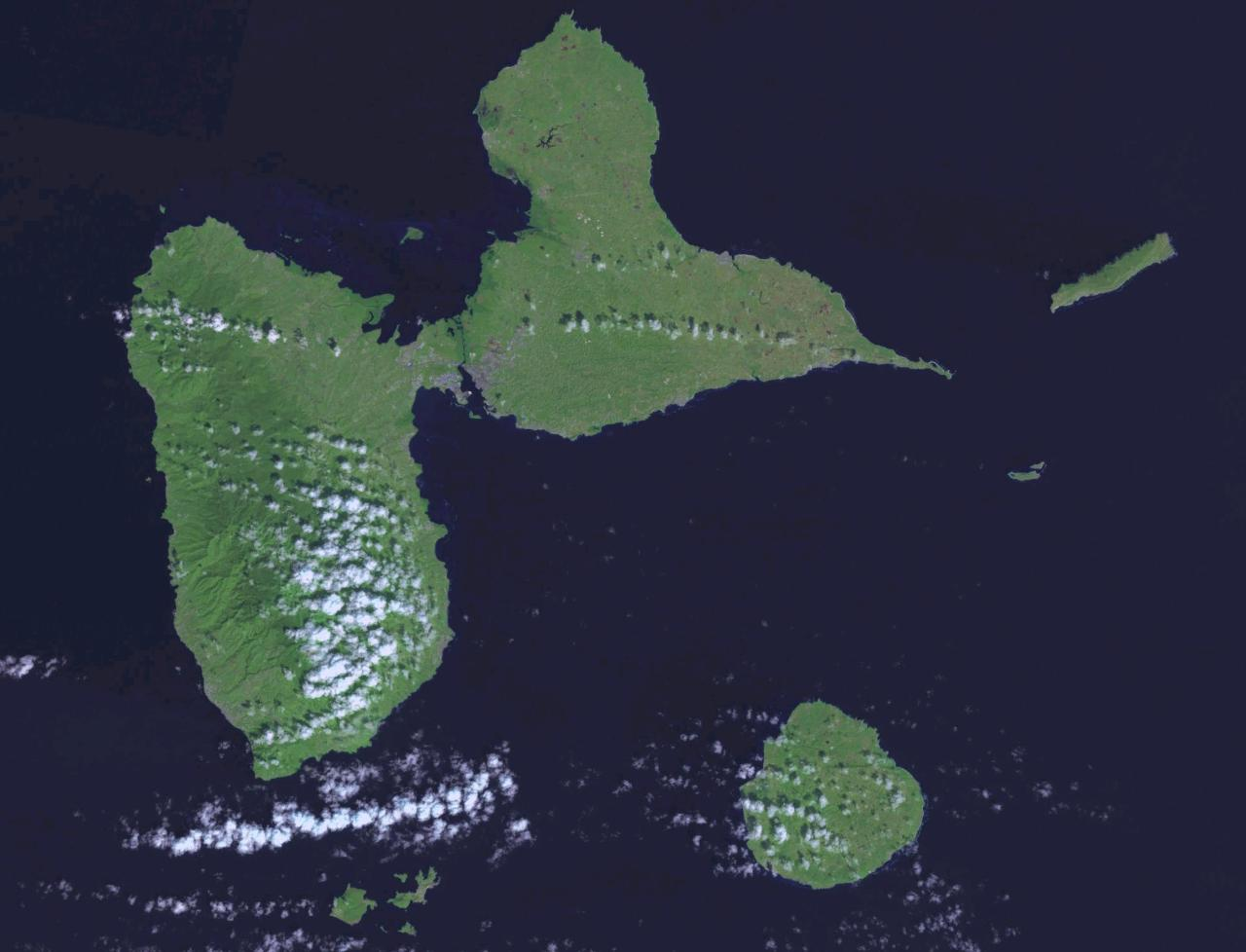
Image satellite de la Guadeloupe et ses dépendances (îles des Saintes, Marie-Galante, La Désirade).

Les dépendances de la Guadeloupe est l'appellation officielle[réf. nécessaire] que prennent les îles françaises rattachées au département de la Guadeloupe,. Ce sont des entités insulaires voisines au sud et à l'est de l'île papillon. 
Auparavant complétées des îles de Saint-Barthélemy et de Saint-Martin pour sa partie française, devenues autonomes en 2007, elles se composent aujourd'hui du petit archipel des Saintes, de l'île de Marie-Galante et de l'île de la Désirade. Par opposition aux ex-dépendances du Nord, elles prennent l'appellation d'« îles du Sud ». 
Au XXIe siècle, l'émergence du tourisme départemental guadeloupéen sous la forme d'un comité a officieusement assimilé ces îles à la Guadeloupe proprement dite, sous des expressions plus assimilationnistes d'« archipel de la Guadeloupe » ou « îles de Guadeloupe » qui ne sont en vérité qu'une réalité administrative.

## Géographie

### Les Saintes
Un archipel composé de deux îles habitées très montagneuses, Terre-de-Haut et Terre-de-Bas, auxquelles viennent s’ajouter sept autres îlets inhabités pour une superficie totale de 12,8 km2 :
- l'îlet à Cabrit ;
- le Grand-Îlet ;
- la Coche ;
- les Augustins ;
- la Redonde ;
- le Pâté ;
- les Roches percées.

Ces îles volcaniques comptent environ 22 km de côtes et leur point culminant est le morne du Chameau sur l'île de Terre-de Haut s'élevant à 309 mètres. Elles sont situées à 14 km au sud de la Basse-Terre et 28 km au nord de la Dominique.

### Marie-Galante
La « Grande Dépendance » comme elle est communément appelée, en considération de sa superficie (158 km2), est la troisième la plus étendue des Antilles françaises. Elle est située à 30 km au sud des côtes de la Basse-Terre et se présente sous la forme d'une grande île calcaire ronde de 15 km de diamètre. 
Marie-Galante est caractérisée par une altitude relativement basse par rapport au niveau de la mer. Plages et mangroves s'étendent le long de la mer des Caraïbes. Deux rivières, celles de Saint-Louis et du Vieux-Fort, s'y écoulent après avoir traversé le plateau insulaire depuis le cœur de Marie-Galante. Les côtes sont par endroits protégées par des barrières coralliennes. Le point culminant de l'île est le morne Constant qui s'élève à 204 m d'altitude.

### La Désirade
La Désirade est une île calcaire de forme allongée, de onze kilomètres de longueur pour deux kilomètres de largeur soit 22 km2 environ, qui se présente comme un vaste plateau incliné vers le nord-ouest. 
La Grande-Montagne, qui atteint 275 mètres d'altitude, est son point culminant. Les côtes, plus découpées au nord et à l'est, sont souvent bordées de hautes falaises blanchâtres constitués de calcaires coralliens datant du Pléiocène. L'île compte environ 32 km de côtes. Bien au sud, la réserve naturelle que forment les îles de la Petite-Terre inhabitées, dépend de La Désirade.

## Institutions et administration
De par leur rattachement à la Guadeloupe, les dépendances bénéficient du statut départemental et s'intègrent dans la politique d'assimilation au territoire français en application de l'article 73 de la constitution. Elles sont également intégrées aux régions ultrapériphériques de l'Union européenne.
Conformément à la constitution de la Ve République révisée par la loi constitutionnelle du 28 mars 2003 relative à l'organisation décentralisée de la République et définissant le cadre d'éventuelles évolutions statutaires ou institutionnelles des collectivités ultramarines, et la loi d'orientation pour l'outre-mer (LOOM) ou loi Paul du 18 mars 2000 instaurant le congrès, chaque dépendance a la possibilité d'évoluer en collectivité d'outre-mer à l'article 74 de la constitution et s'affranchir de la pesanteur du statut de département d'outre-mer si leurs élus en font la demande. Cas institutionnel qu'ont utilisé les anciennes dépendances qu'étaient Saint-Barthélemy et Saint-Martin.   

### Les Saintes
L'archipel est, sur le plan administratif, un canton divisé en deux communes : 
- Terre-de-Haut
- Terre-de-Bas.

Il est rattaché à l'arrondissement de Basse-Terre et est inclus dans la quatrième circonscription de la Guadeloupe

### Marie-Galante
L'île est divisée en trois communes étant également chacune un canton : 
- Grand-Bourg
- Capesterre-de-Marie-Galante
- Saint-Louis

Ces trois communes ont décidé de s'ériger en communauté de communes en 1994, la communauté de communes de Marie-Galante qui fut la première d'outre-mer.
Marie-Galante est rattachée à l’arrondissement de Pointe-à-Pitre et fait partie de la Première circonscription de la Guadeloupe

### La Désirade
L'île est à la fois une commune et un canton : 
- La commune de la Désirade

Elle est rattachée à l’arrondissement de Pointe-à-Pitre et est incluse sur le plan législatif dans la Deuxième circonscription de la Guadeloupe.

## Démographie
En 2006, la population totale de ces îles s'établissait de la sorte :
- 17 013 habitants
- l'espérance de vie se situe pour les hommes à 75 ans et pour les femmes à 82 ans. Le nombre moyen d'enfants par femme est de 2,32[7].

La densité de population diffère en fonction des îles.
voir section démographie : îles des Saintes, Marie-Galante, la Désirade.

## Langues et monnaie
La langue officielle est le français et le créole en est la langue régionale inscrite au patrimoine national de la République française depuis 2004.
Étant région ultrapériphérique de l'Union européenne, la monnaie en circulation est l'euro.

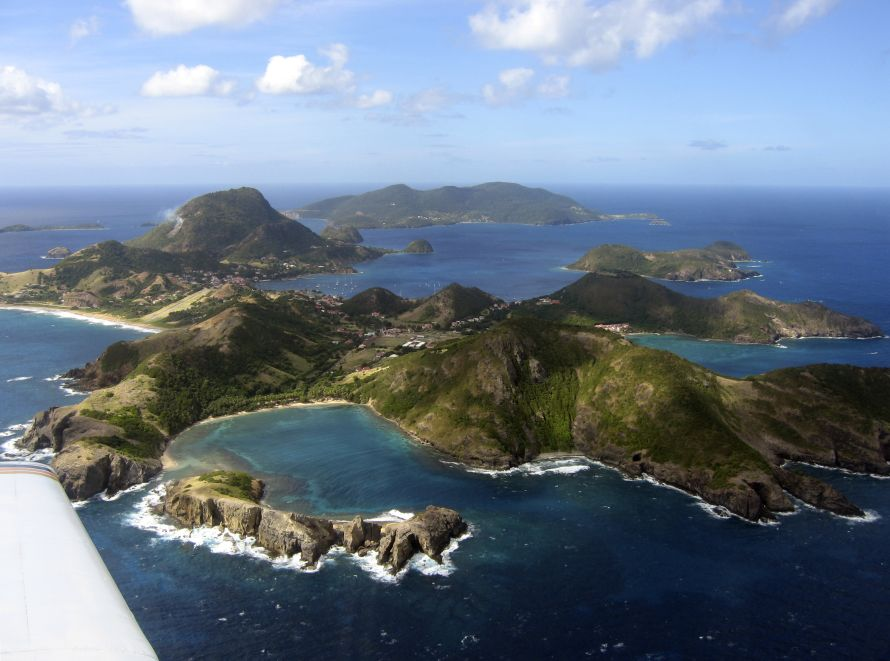
Les îles des Saintes vues d'avion, au premier plan Terre-de-Haut, au fond Terre-de-Bas.

## Politique
Les îles du Sud, contrairement aux îles du Nord anciennement rattachées à la Guadeloupe, font pleinement partie du département de la Guadeloupe. 
Le 7 décembre 2003, la Guadeloupe, et donc ses dépendances, participent au référendum sur l'évolution institutionnelle des DOM-TOM et rejettent celui-ci par un « non » largement majoritaire. Cependant dans un même élan, les îles du nord à leur demande se voient proposer un référendum, pour l'accession au statut de collectivité d'outre-mer et s'affranchir du statut de département d'outre-mer instauré par le gouvernement français en 1946, qu'elles approuvent majoritairement. 
En 2009, les 44 jours consécutifs de paralysie faisant suite aux revendications et aux grèves menés par le LKP (Liyannaj Kont Pwofitasyon) en Guadeloupe incitent le Président de la République, Nicolas Sarkozy, à tenir des États-Généraux de l'outre-mer. Plusieurs ateliers sont créés dont celui de la gouvernance locale, amené à concevoir un projet de changement institutionnel ou statutaire de la Guadeloupe et/ou de ses dernières dépendances. Les assises des « îles du sud » (Marie-Galante, Les Saintes et la Désirade) sont ouvertes en parallèle. Longtemps occultées, les problématiques communes à ces îles sont exposées dans six ateliers : l’égalité des chances, la continuité territoriale, la gouvernance locale, le développement économique local, l’insertion par l’activité et le tourisme.

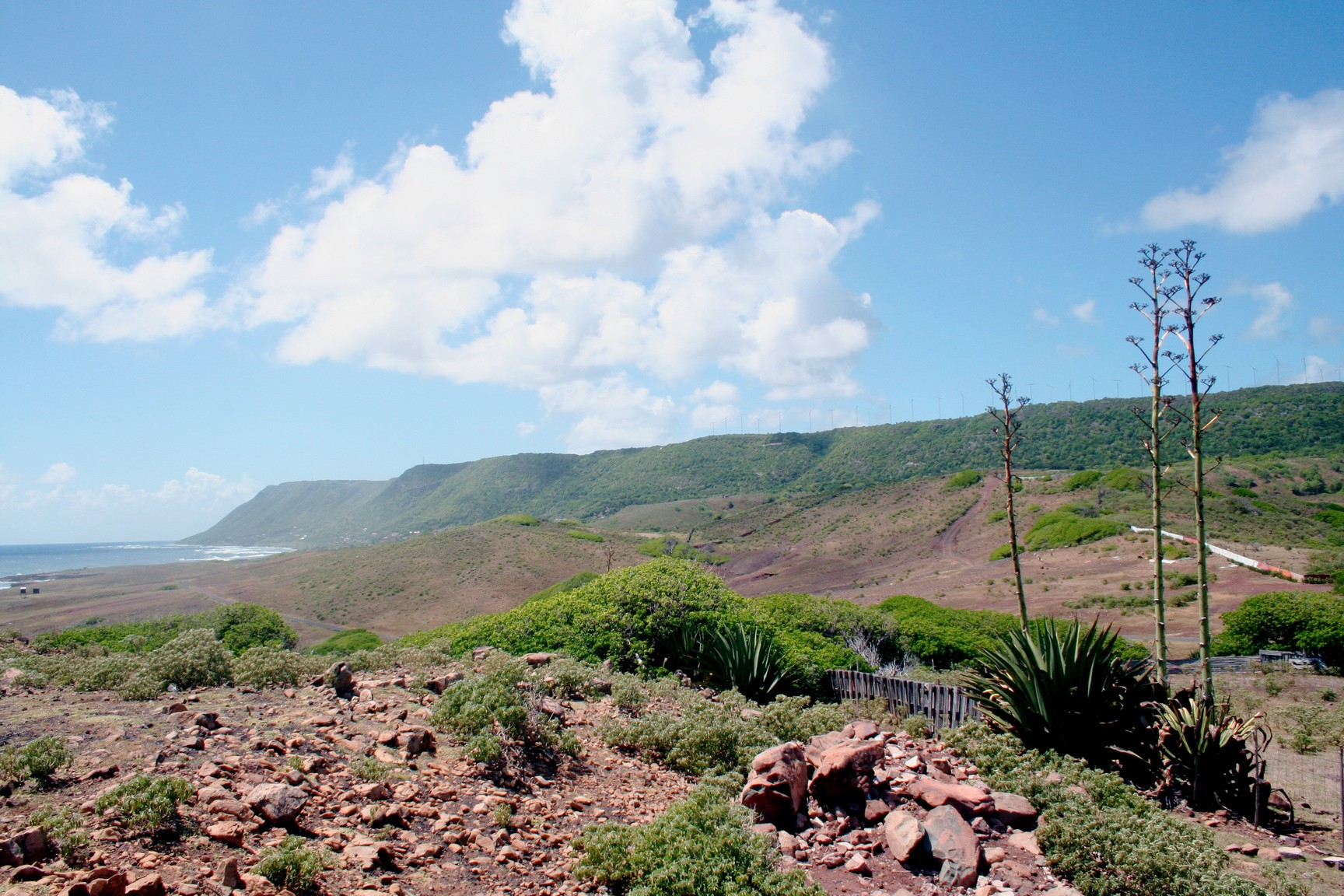
Vue du plateau calcaire désiradien, abrupt au nord-est et s'inclinant en pente douce au sud-ouest.

Le 12 mai 2009, le ministre de l'outre-mer, Yves Jégo, en clôture de ces assises, se déplace pour une visite officielle aux Saintes pour le séminaire des îles du sud. Il prend en compte la réalité identitaire et la volonté politique de ces îles d'améliorer la continuité territoriale, de réduire les effets de la « double-insularité », du développement de l'attractivité du bassin d'emplois dans la zone, de la lutte contre le dépeuplement, la fiscalité et la vie chère. Dans l'immédiat il annonce la signature d'un contrat baptisé COLIBRI (Contrat pour l’Emploi et les Initiatives Locales dans le Bassin Régional des Iles du Sud), d'une convention de groupement d'intérêt public d'aménagement et de développement (GIPAD) et d'une proposition d'évolution statutaire à l'issue, comme l'expose l'atelier gouvernance, le collectif des îles du sud et les élus, sur la base de l'article 74 de la constitution. Certains habitants de ses dépendances notamment aux Saintes, aspirent à la création d'une collectivité d'outre-mer propre à chaque entité des îles du sud soit réunissant les trois dépendances, sur le même schéma que les anciennes îles du nord (Saint-Barthélemy et Saint-Martin) du fait qu'ils ne se reconnaissent pas en tant que Guadeloupéens. Toutefois c'est un courant minoritaire et la grande majorité de ses populations se reconnaissent en tant que Guadeloupéens, et encore plus actuellement du fait de l'émergence des expressions « archipel de Guadeloupe » ou « îles de Guadeloupe »,,.

## Économie
Malgré un potentiel touristique énorme, l'économie des îles du sud est très affaiblie. Seules les Saintes bénéficiant d'un tourisme de croisière et de plaisance relativement important arrivent à avoir leur tourisme propre, en plus des visiteurs de la Guadeloupe.  
L'économie de ces îles est principalement fondée sur la pêche artisanale, l'artisanat et le tourisme à degrés différents sur chaque dépendance. Seule l'île de Marie-Galante possède une économie agricole, qui se trouve par ailleurs particulièrement en crise.
Le système départemental actuel gèle et essouffle le dynamisme économique des dépendances.  La double insularité provoquée par le rattachement administratif, en 1946, à la Guadeloupe freine le développement de ces îles qui demeurent enclavées, malgré une timide application de la loi de continuité territoriale.
L'absence d'établissements de formation, concentrés sur la Guadeloupe, le faible taux de création d'entreprise, la vie chère et une lourde fiscalité accentuent le nombre de chômeurs qui sont condamnés à l'exode vers d'autres bassins d'emplois particulièrement sur la Guadeloupe et la Métropole, provoquant un dépeuplement rapide de ces îles. 

## Animations et festivals

### Les Saintes

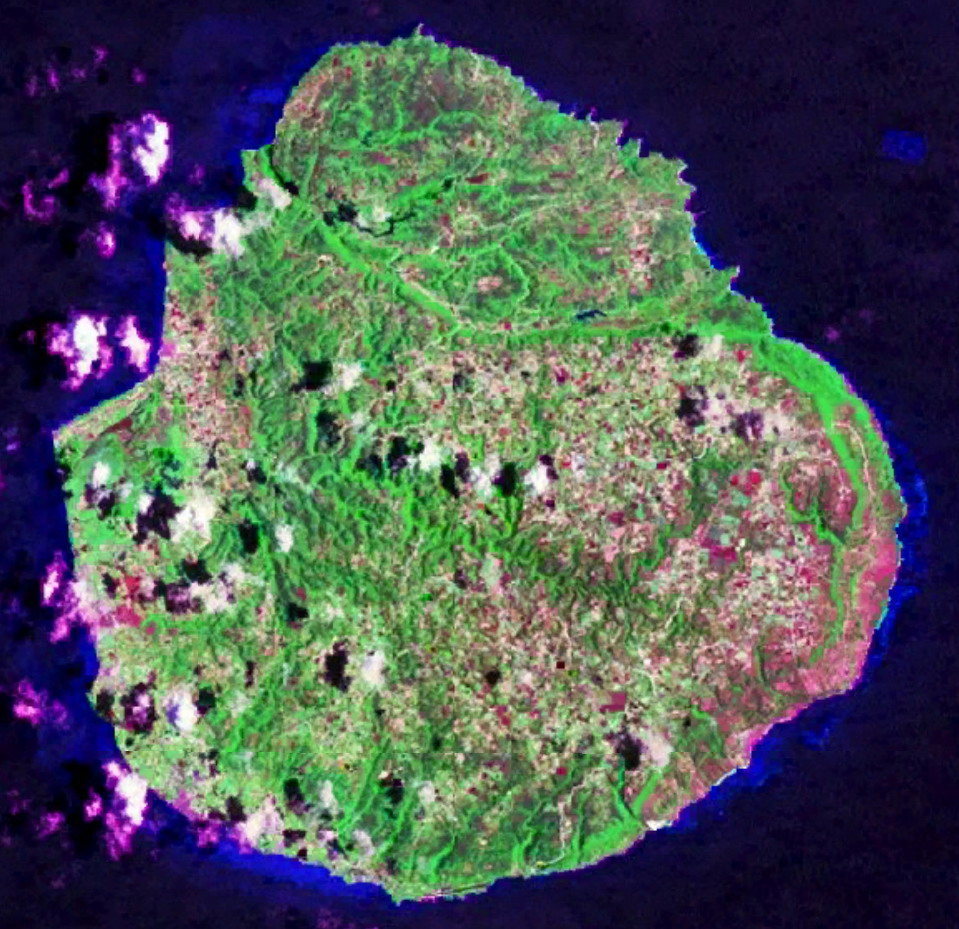
Image satellite de Marie-Galante.

- La fête de la pêche et des pêcheurs : célébré le 11 juin de chaque année : concours de pêche, de maillage de filet, commémoration des marins pêcheurs défunts, bal public et animation sont au rendez-vous.
- Les fêtes du 15 et 16 août : jours fériés. Le 15 est la fête patronale de l'île de Terre-de-Haut, les élus et officiels pavoisent autant que les bateaux de la baie, salves d'artilleries, majorettes, retraite au flambeau, réveil en fanfare. L'île célèbre la victoire des Français contre les Anglais du 15 août 1666 et la Sainte patronne de l'île, Notre-Dame de l'assomption avec qui la population processionne dans les rues de l'île puis se rend à la plage où le curé lâche une gerbe à la mer qui sert de signal au départ de la course de voile saintoise. Un navire de la marine est présent pour l'occasion, notamment "la Fougueuse" une frégate dont l'île de Terre-de-Haut est la marraine. Officiers et matelots en bachis (chapeau à pompon rouge) se promènent dans l'île. Autrefois la Jeanne d'Arc assistait aux festivités. Le 16 est le jour de fête des marins et matelots, qui processionnent avec la maquette de bateau saintois "l’Étoile de Mer" jusqu'au monument aux morts et à la mer. Au programme : élection de miss, animations, concours de tout genre, feux d'artifice et podiums qui commencent dès le 14 août. Aujourd'hui cette fête est très célèbre et est devenu un festival de musique caribéenne, où de nombreux artistes se succèdent. L'île de Terre-de-Bas commence ses festivités d'août les 8 et 9 août.
- La Saint-Nicolas : saint patron et fête patronale de l'île de Terre-de-Bas le 6 décembre.
- Le carnaval est fêté comme la plupart des îles au mois de février, par de somptueux déguisements et masques qui défilent dans les rues aux rythmes de percussions carnavalesques antillaises pour les jours gras : samedi, dimanche, lundi (défilé nocturne en pyjama), mardi-gras (grande parade) et mercredi des cendres (défilé en noir et blanc qui clôt le carnaval en brulant le pantin Vaval, roi du carnaval). Un masque traditionnel saintois effraie les enfants particulièrement durant le mardi-gras on l'appelle "Mo-vivant".

### Marie-Galante
- Carnaval : de l'épiphanie au mercredi des cendres
- Festival créole blues de Marie-Galante

### La Désirade
- Carnaval : de l'épiphanie au mercredi des cendres
- Fête du cabri ou Fèt a kabrit, habituellement dans le courant du mois d'avril.
- La fête des Marins, le 16 août

## Transport et Aménagement du territoire

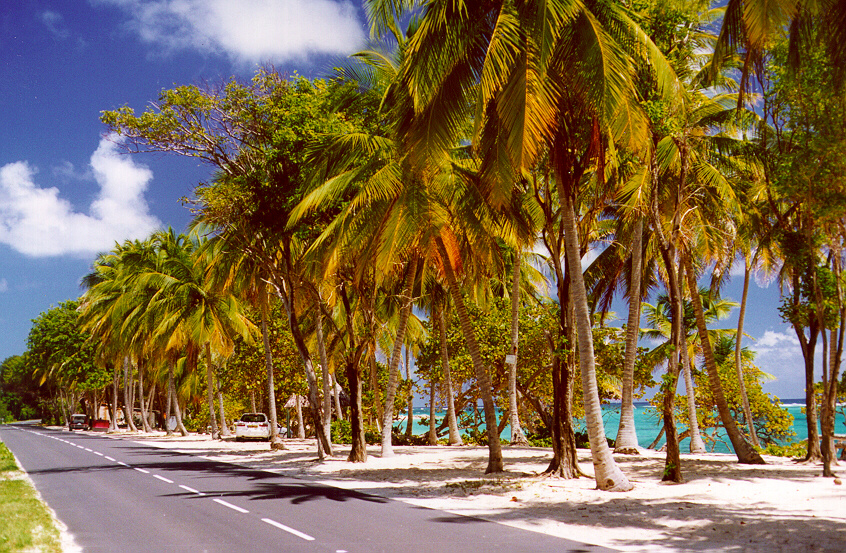
Route du littoral marie-galantais.

Les trois dépendances disposent chacune d'un aérodrome départemental – aérodrome de Marie-Galante, aérodrome de La Désirade et aérodrome Les Saintes-Terre-de-Haut –, toutefois le trafic n'étant réservé uniquement qu'à un réseau régional vers l'aéroport de Pointe-à-Pitre, l'avion a vite été délaissé en faveur de la desserte maritime, les prix trop élevés des billets à cause de l'importante taxation de la chambre de commerce et d'industrie de la Guadeloupe[réf. nécessaire] ont freiné le développement des compagnies aériennes. Cependant certains vols privés, d'aviation légère, continuent d'assurer les liaisons.
De nombreux ports départementaux ont été bâtis sur chaque île habitée des dépendances permettant la desserte inter-îles et vers la Guadeloupe continentale. Dans le cadre de la continuité territoriale une aide régionale est allouée aux résidents. Ce moyen de transport reste le moins cher et quasiment l'unique moyen de quitter ou d'entrer sur ces territoires.